# Mission of Dead Souls
Mission of Dead Souls – płyta dokumentująca ostatni koncert grupy Throbbing Gristle. Występ miał miejsce 29 maja 1981 w klubie Kezar Pavilion, San Francisco.
Album zawiera dodatkowo dwa spośród ostatnich studyjnych utworów TG.

## Lista utworów

### Koncert
1. Dead Souls - 5:04
2. Guts on the Floor - 6:04
3. Circle of Animals - 5:26
4. Looking for the OTO - 5:05
5. Vision and Voice - 7:11
6. Funeral Rites - 5:20
7. Spirits Flying - 8:16
8. Persuasion U.S.A. - 7:26
9. The Process - 0:39
10. Discipline (reprise) - 3:01

### Utwory studyjne
1. Distant Dreams (part two) - 5:30
2. Something Came Over Me - 3:43